# Halliwell Hobbes
Halliwell Hobbes, född 16 november 1877 i Stratford-on-Avon, Warwickshire, England, död 20 februari 1962 i Santa Monica, Kalifornien, USA, var en brittisk skådespelare. Hobbes medverkade i över 100 filmer. Han var även skådespelare på Broadway åren 1906-1955.

## Filmografi i urval
- 1931 – Dr. Jekyll and Mr. Hyde
- 1931 – Platinum Blonde
- 1933 – Lady för en dag
- 1933 – Dubbelgångaren
- 1934 – Madame Du Barry
- 1945 – Charlie Chan i Kina
- 1936 – Louis Pasteur
- 1937 – Prinsen och tiggaren
- 1938 – Komedin om oss människor
- 1938 – Firman fixar allt
- 1940 – Slaghöken
- 1940 – Jag hatar dig, älskling!
- 1941 – Min ande på villovägar
- 1942 – Att vara eller icke vara
- 1943 – Till nu och för evigt
- 1944 – Gasljus
- 1948 – Upp genom luften